# 萊特勒-西韋病
萊特勒-西韋病（英語：Letterer–Siwe disease），亦稱為勒雪氏病或急性瀰漫性組織細胞增生症，是一種現已被歸類為蘭格罕細胞組織球增生症（英語：Langerhans cell histiocytosis, LCH）的嚴重、多系統型亞型。LCH 是一組病因不明的罕見疾病，其特徵是稱為蘭格罕細胞的樹突狀細胞異常增生和積聚，可侵犯身體多個器官。萊特勒-西韋病通常發生在嬰兒和幼兒身上，病情發展迅速，若不治療可能危及生命。

## 分類與歷史
LCH 的發現歷史悠久，最早的病例描述可追溯至 1893 年。過去，根據臨床表現的差異，LCH 曾被分為三種主要綜合症：局灶性的嗜酸性肉芽腫 (Eosinophilic granuloma)、涉及骨骼、皮膚和腦下垂體的漢德-許勒爾-克思琴病 (Hand–Schüller–Christian disease)，以及病情最嚴重、影響多個器官的萊特勒-西韋病。1953 年，Lichtenstein 觀察到這些疾病具有相似的組織學特徵，提出了「組織細胞增生症 X」(Histiocytosis X) 的統稱。後來，隨著在病變細胞中發現比爾貝克顆粒並確認其為蘭格罕細胞來源，組織細胞學會 (Histiocyte Society) 於 1973 年將此病正式命名為蘭格罕細胞組織球增生症 (LCH)。
目前，LCH 被視為一個具有廣泛臨床表現譜系的單一疾病實體，根據受累器官系統的數量分為單系統 LCH (Single-system LCH, SS-LCH) 和多系統 LCH (Multisystem LCH, MS-LCH)。萊特勒-西韋病則代表了 LCH 中侵襲性最強、影響範圍最廣的多系統型。

## 病因與發病機制
LCH 的確切病因至今仍未完全明瞭。一個長期的爭論是 LCH 究竟是一種對未知刺激的反應性增生，還是一種真正的腫瘤性疾病。近年來的研究強烈支持後者。1994 年發現 LCH 細胞具有克隆性，即源自單一異常細胞。2010 年，研究人員在超過半數的 LCH 病例中發現了 BRAF 基因的 V600E 突變，這是一種已知的致癌基因突變。隨後，在 BRAF 陰性的病例中也發現了 MAP2K1 (MEK1) 等其他 MAPK 信號通路相關基因的突變。這些發現表明 LCH 是一種由 MAPK 信號通路異常激活驅動的骨髓來源腫瘤。
儘管如此，關於免疫系統失調或病毒感染（如 EB病毒）是否在 LCH 發病中扮演角色的討論仍在進行中，但證據尚不充分。值得注意的是，成人肺部 LCH 與吸煙有明確關聯。

## 流行病學
LCH 是一種罕見病，年發病率估計約為每百萬人口 5 例，其中超過半數發生在 15 歲以下的兒童。成人 LCH 更為罕見，約為每年百萬分之一。萊特勒-西韋病作為 LCH 的嚴重形式，主要影響三歲以下的嬰幼兒。

## 臨床表現
萊特勒-西韋病因涉及多個器官系統，臨床表現多樣且嚴重。常見的症狀和體徵包括：
- 全身性症狀：持續發燒、不明原因的體重下降或生長遲滯、食慾不振、易怒、蒼白[1]。
- 皮膚表現：典型的皮疹類似脂溢性皮炎，好發於頭皮、耳後、面部、軀幹及皮膚皺褶處（如腹股溝、腋窩），可表現為紅色丘疹、脫屑、結痂，嚴重時可出現紫癜或潰瘍[2]。
- 肝脾腫大：是常見體徵，嚴重時可導致肝功能損害（如黃疸、低蛋白血症、腹水）和脾功能亢進（導致血球減少）[1][2]。肝臟受累也可能表現為硬化性膽管炎[4]。
- 淋巴結腫大：可為全身性或局部性[2]。
- 血液系統異常：骨髓受侵犯可導致全血細胞減少，包括貧血、血小板減少症（易出血或瘀傷）和白血球減少症（增加感染風險）[1]。這些是判斷預後不良的「風險器官」受累指標之一[2]。
- 骨骼受累：雖然在多系統 LCH 中骨骼病變可能不如單系統 LCH 突出，但仍可發生。表現為溶骨性病變，可引起疼痛、腫脹，甚至病理性骨折[2]。顎骨是常見的受累部位（約佔 LCH 病例的 10-30%），尤以下頜骨後部多見[2]。
- 口腔頜面部表現：顎骨病變在 X 光片上常呈邊界不清的透光區，可為單房或多房[2]。當牙槽骨受累時，可導致牙齒看似「漂浮」在骨缺損中、牙齒移位或過早脫落[2]。口腔軟組織也可能受累，常見於牙齦和硬腭，表現為牙齦腫脹、發紅、潰瘍、類似嚴重牙周炎的表現，或硬腭處出現潰瘍性或肉芽腫樣病變[2]。
- 肺部受累：可引起咳嗽、呼吸困難、氣胸等。肺部是另一個「風險器官」[2]。
- 腸胃道受累：相對罕見，可能無症狀（如偶然發現的息肉），或表現為慢性腹瀉、腹痛、吸收不良、血便等[4]。內窺鏡檢查可見從上消化道到結直腸的多發性息肉樣、結節樣或潰瘍性病變，嚴重時可呈瀰漫性結腸炎伴深大潰瘍[4]。
- 其他：腦下垂體受累可導致尿崩症（多飲多尿），內分泌異常也可能出現。中樞神經系統其他部位受累可能導致神經功能缺損或晚期出現神經退行性病變[2]。

## 病理學
萊特勒-西韋病的病理診斷依賴於在受累組織（如皮膚、淋巴結、骨髓、肝臟、腸道黏膜等）的活體組織檢查中發現異常增生的蘭格罕細胞。這些細胞體積較大，呈圓形或卵圓形，細胞質豐富、嗜酸性，細胞核形態不規則，常有核溝、核摺疊或核凹陷，呈所謂的「咖啡豆樣」或腎形。
病變背景中通常混雜有不同數量的炎性細胞，嗜酸性粒細胞是常見且具提示性的成分，此外還可見淋巴細胞、漿細胞、中性粒細胞和巨噬細胞等。在部分病例中，尤其是在疾病進展迅速或治療後，可能出現壞死。腸道活檢中，除了黏膜浸潤，還可能看到隱窩結構破壞和明顯的嗜酸性粒細胞浸潤。
確診必須藉助輔助檢查：
- 免疫組織化學染色 (IHC)：LCH 細胞特徵性地表達 S-100蛋白 和 CD1a[1][4]。CD207 (Langerin) 被認為是更具特異性的標記物，其陽性表達對確診至關重要[2]。部分病例中 CD68 也可能陽性，但其特異性不高[4]。
- 電子顯微鏡檢查：雖然現在較少常規使用，但在 LCH 細胞的細胞質中觀察到特徵性的棒狀或球拍狀結構——比爾貝克顆粒 (Birbeck granules)，仍是診斷的金標準之一[1][2]。

## 診斷與分期
診斷萊特勒-西韋病（即多系統 LCH）需要結合典型的臨床表現、影像學發現以及決定性的組織病理學證據（包括 IHC 或電鏡）。
一旦通過活檢確診 LCH，必須進行全面的分期評估，以確定疾病累及的範圍和嚴重程度，區分單系統還是多系統受累，並評估是否存在「風險器官」（肝、脾、骨髓、肺）的功能障礙。分期檢查通常包括：
- 詳細的病史詢問和體格檢查。
- 血液學檢查：全血細胞計數、凝血功能、肝腎功能、電解質、血清蛋白等[2]。
- 骨髓穿刺和活檢：評估骨髓受累情況[4]。
- 影像學檢查：
  - 骨骼：全身骨骼 X 光片或低劑量 CT 掃描，或核素骨掃描[2]。
  - 胸部：胸部 X 光片和/或高分辨率 CT[2]。
  - 腹部：腹部超聲波檢查肝脾大小和質地；必要時行 CT 或 MRI[2]。
  - 中樞神經系統：根據臨床症狀考慮頭顱 MRI，特別是評估腦下垂體[2]。
  - 正電子發射斷層掃描 (PET-CT)：可用於評估全身病變的活動性和範圍，以及監測治療反應[4]。
- 內窺鏡檢查：如有腸胃道症狀，需進行胃鏡和結腸鏡檢查並取活檢[4]。
- 基因檢測：檢測 BRAF V600E 或其他 MAPK 通路相關突變，有助於預後判斷和指導治療選擇[2]。

診斷和分期需要兒科血液腫瘤科、病理科、影像科等多學科團隊的合作。

## 鑑別診斷
由於萊特勒-西韋病表現多樣，需要與多種疾病進行鑑別：
- 全身性疾病：嚴重的感染（尤其是嬰兒）、敗血症、白血病、淋巴瘤、其他組織細胞增生症（如家族性噬血細胞性淋巴組織細胞增生症 FHL）、免疫缺陷病等。
- 皮膚病變：需與脂溢性皮炎、尿布疹、濕疹、銀屑病、疥瘡等鑑別。
- 骨骼病變：需與骨髓炎、良性骨腫瘤（如骨樣骨瘤）、惡性骨腫瘤（如尤文氏肉瘤）、骨轉移癌等鑑別。
- 口腔病變：顎骨病變需與牙源性囊腫或腫瘤、根尖周肉芽腫或囊腫、骨髓炎、中心性巨細胞肉芽腫、淋巴瘤等鑑別；牙齦病變需與嚴重牙周炎、壞死性齦口炎、白血病浸潤、肉芽腫性疾病（如克羅恩病口腔表現、結核病）等鑑別[2]。
- 腸道病變：需與炎症性腸病（克羅恩病、潰瘍性結腸炎）、感染性腸炎、淋巴瘤等鑑別[4]。

## 治療
萊特勒-西韋病（多系統 LCH）需要積極的全身性化學治療。治療目標是誘導疾病緩解、預防器官損傷和減少復發。

### 一線治療
國際 LCH 研究組推薦的標準一線治療方案是聯合應用長春花鹼 (Vinblastine) 和潑尼松龍 (Prednisolone)。治療通常分為誘導期和維持期，總療程至少 12 個月。
- 誘導期：通常為 6-12 週，給予每週一次的長春花鹼靜脈注射，同時口服潑尼松龍（初始連續服用 4 週，後逐漸減量或改為脈衝式給藥）[2][4]。
- 維持期：每三週給予一次長春花鹼靜脈注射和 5 天的口服潑尼松龍脈衝治療[2][4]。
- 對於伴有「風險器官」（肝、脾、骨髓）受累的患者，在一線治療中還需加用每日口服的6-巰基嘌呤 (6-Mercaptopurine, 6-MP)[2][4]。

治療反應通常在最初 6-12 週內評估。

### 二線治療
對於一線治療無效或復發的患者，需要考慮二線治療。選擇取決於之前的治療、疾病的嚴重程度和器官受累情況。常用的二線方案包括：
- 更強的化療組合，如阿糖胞苷 (Cytarabine) 聯合克拉屈濱 (Cladribine) 或單獨使用[2]。
- 對於高風險或難治性病例，可考慮造血幹細胞移植 (HSCT)[2]。

### 標靶治療
隨著 BRAF V600E 突變在 LCH 中的發現，針對性的標靶治療成為新的研究方向。BRAF 抑制劑（如維羅非尼 Vemurafenib 或達拉非尼 Dabrafenib）和 MEK 抑制劑（如曲美替尼 Trametinib）在一些難治性或復發性 BRAF 突變陽性的 LCH 患者中顯示出良好的療效，能快速誘導疾病緩解。然而，目前的研究表明，標靶治療的效果往往依賴於持續用藥，停藥後疾病容易復發，且長期使用的安全性及對最終預後的影響仍需更多研究來評估。

### 其他治療
- 支持性治療：對於併發症的處理至關重要，包括抗感染治療、輸血（紅血球、血小板）、營養支持、疼痛管理等[1]。
- 放射治療：由於對兒童生長發育的潛在影響和誘發第二腫瘤的風險，放療在 LCH 治療中的應用已大大減少，尤其是在萊特勒-西韋病中。僅在少數特殊情況下（如危及重要結構的骨骼病變且對化療無效）可能考慮低劑量放療[2]。
- 手術治療：手術在多系統 LCH 中的作用有限，主要用於活組織檢查以明確診斷。對於孤立的骨骼病變，刮除術可能有效，但應盡量保守[2]。如前所述，脾切除術僅在處理嚴重脾臟併發症時考慮[1]。

### 口腔病變處理
對於 LCH 引起的口腔病變，需要採取綜合處理。首先是進行全身治療控制 LCH 本身。局部處理包括：
- 保持良好的口腔衛生。
- 進行基礎的牙周治療，如洗牙、牙根刮治等[2]。
- 對於因骨質破壞嚴重而鬆動的牙齒，只有在必要時（如伴有感染或嚴重影響功能）才考慮拔除[2]。
- 顎骨病變的處理以保守為主，例如局部注射皮質類固醇可能對控制疼痛和促進癒合有幫助[2]。

## 預後
萊特勒-西韋病（多系統 LCH）的預後具有很大差異性。總體而言，隨著標準化療方案的應用，預後已較過去顯著改善。根據國際研究數據，多系統 LCH 患者的五年總生存率約為 75-100%。
然而，預後受到多種因素影響：
- 年齡：通常認為發病年齡越小（尤其小於 2 歲）預後越差。
- 器官受累範圍和嚴重程度：涉及「風險器官」（肝、脾、骨髓、肺）並且伴有功能障礙是主要的負面預後因素[1][2]。
- 對初始治療的反應：早期對標準化療反應良好者預後較佳；若在治療 6-12 週後疾病仍在進展，則預後顯著變差[4]。
- 基因突變：有研究提示 BRAF V600E 突變可能與疾病的嚴重程度和對治療的反應有關，但其確切的預後價值仍在研究中[2]。

即使疾病得到控制，LCH 患者也可能面臨長期的後遺症，包括骨骼畸形、牙齒脫落、尿崩症、生長發育遲緩、聽力或視力障礙、神經系統問題（如共濟失調、認知障礙）以及罹患第二惡性腫瘤的風險增加等。因此，所有 LCH 患者都需要長期的、多學科的追蹤監測。

## 罕見併發症：脾臟梗塞
雖然脾臟腫大在 LCH 中相對常見（約 60%），但發展成巨大的脾臟腫大並伴有脾臟梗塞則非常罕見。Natsume 等人報告了一例 18 個月大的萊特勒-西韋病患兒，出現了重達 650 克（正常約 40 克）的巨大脾臟，並通過 CT、MRI 和鎵閃爍掃描證實存在多發性脾臟梗塞。病理檢查顯示，梗塞是由於蘭格罕細胞侵犯脾臟內的小動脈和髓樣動脈，導致血管阻塞所致。此案例提示，雖然罕見，脾臟梗塞可以是萊特勒-西韋病的一種嚴重併發症，可能與全身性症狀（如持續高燒、嚴重營養不良）的惡化有關，在此特定情況下，脾切除術可能帶來臨床改善。